# Buthus elhennawyi
Espèce
Buthus elhennawyi est une espèce de scorpions de la famille des Buthidae.

## Distribution
Cette espèce se rencontre au Sénégal, au Mali et au Niger.

## Description
Le mâle holotype mesure 45,1 mm.

## Étymologie
Cette espèce est nommée en l'honneur d'Hisham K. El-Hennawy.

## Publication originale
- Lourenço, 2005 : « A new species of the genus Buthus Leach, 1815 (Scorpiones, Buthidae) from Senegal and Niger in Western Africa. » Entomologische Mitteilungen aus dem Zoologischen Museum Hamburg, vol. 14, no 172, p. 245-251 (texte intégral).